# Jörg Neumayer

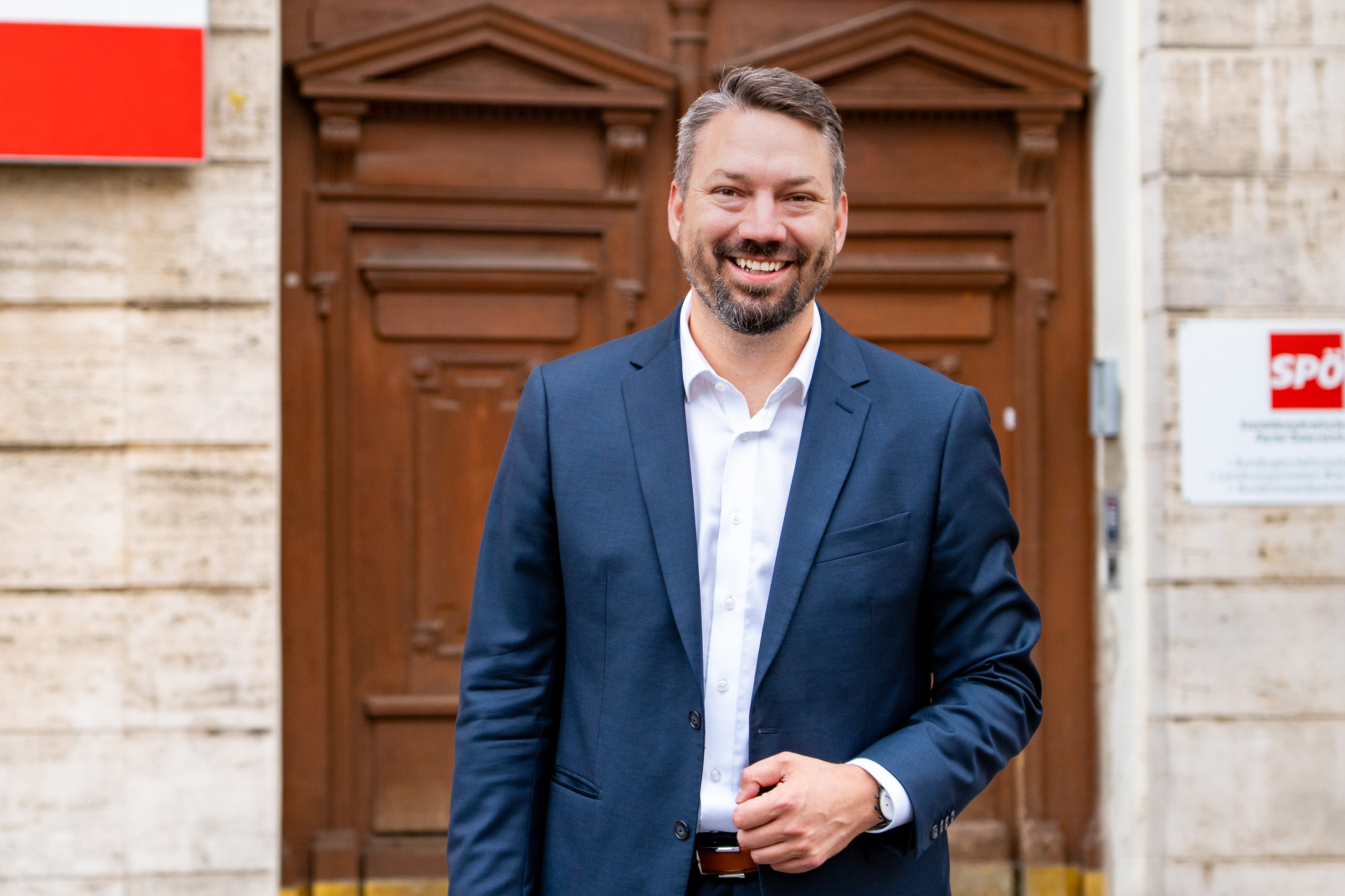
Jörg Neumayer vor der SPÖ-Zentrale in der Löwelstraße

Jörg Neumayer (* 9. Dezember 1984 in Wien) ist ein österreichischer Politiker (SPÖ). Seit dem 24. November 2015 ist er Abgeordneter zum Wiener Landtag und Gemeinderat. Anfang Juni 2025 wurde er Landesparteisekretär (Landesgeschäftsführer) der SPÖ Wien.

## Ausbildung und Beruf
Jörg Neumayer studierte Politikwissenschaft an der Universität Wien und absolvierte im Anschluss daran den Masterlehrgang für „Führung, Politik und Management“ an der Fachhochschule Campus Wien. Nach dem Studium war er zunächst in der Unternehmenskommunikation bei Wiener Wohnen tätig und übernahm später die Leitung für Kommunikation und Marketing in einem Projektmanagementunternehmen. Außerdem war er viele Jahre Leiter des Kinder- und Jugendbeirats Meidling und arbeitete als Projektleiter in der außerschulischen Kinder- und Jugendbetreuung.

## Politische Laufbahn
Jörg Neumayers politische Laufbahn begann auf Bezirksebene in Meidling. Zwischen 2011 und 2016 war er Vorsitzender der Jungen Generation Meidling und engagierte sich im Vorstand der Jungen Generation Wien. Anschließend war er stellvertretender Vorsitzender der Jungen Generation Wien. Von 2016 bis 2022 war er stellvertretender Vorsitzender der SPÖ Meidling, 2022 wurde Neumayer zum Vorsitzenden der SPÖ Meidling gewählt. Neumayer ist gewähltes Mitglied des Wiener Vorstands, Mitglied des Wiener Ausschusses und des Wiener Präsidiums.
Im Juni 2025 wurde Jörg Neumayer zum Landesparteisekretär der SPÖ Wien bestellt und übernahm damit eine zentrale Rolle innerhalb der Wiener Sozialdemokratie. Gemeinsam mit haupt- und ehrenamtlichen Mitarbeiter:innen, Funktionär:innen sowie Vertrauenspersonen der Sozialdemokratie gestaltet er die Partei im Sinne von Freiheit, Gleichheit, Gerechtigkeit und Solidarität. Ziel seiner Arbeit ist es, einen Beitrag zur Stärkung des „Roten Wien“ zu leisten und Wien jeden Tag lebenswerter zu gestalten. Für Neumayer ist die Stärke der Bewegung untrennbar mit dem Engagement der Bezirke und der aktiven Parteibasis verbunden – er setzt sich dafür ein, diese Verbindungen weiter zu festigen.
Seit 2015 ist Jörg Neumayer Abgeordneter zum Wiener Landtag und Mitglied des Wiener Gemeinderats. Dort vertritt er die SPÖ unter anderem im Ausschuss für Bildung, Jugend, Integration, Transparenz und Märkte sowie im Ausschuss für Finanzen, Wirtschaft, Arbeit, Internationales und Digitales. Davor war Neumayer auch Mitglied der Ausschüsse für Innovation, Stadtentwicklung und Mobilität bzw. Kultur und Wissenschaft.
Neumayer war seit Ende 2024 bildungspolitischer Sprecher der Wiener SPÖ. In dieser Funktion engagierte er sich für den Ausbau ganztägiger Schulformen, mehr Personal in Pflichtschulen sowie für die Stärkung digitaler Infrastruktur im Bildungssystem. Neumayer setzt sich in seiner politischen Arbeit besonders für einen digitalen Humanismus ein. In seiner Funktion als Digitalisierungssprecher der SPÖ Wien verfolgte er das Ziel, technologische Entwicklungen in den Dienst des Menschen zu stellen. Dabei betont er die Bedeutung eines gerechten und inklusiven digitalen Wandels, bei dem Datenschutz, Teilhabe und soziale Verantwortung zentrale Prinzipien bleiben. Er initiierte die „Cybercrime Helpline“ der Stadt Wien – ein österreichweit einzigartiges Angebot für digitale Sicherheit. Zudem spricht er sich für flächendeckende Maßnahmen gegen Cyberkriminalität und für den Ausbau von Beratungsstellen zum Schutz vor digitalen Bedrohungen aus. Zudem fungierte Neumayer auch als medienpolitischer Sprecher der SPÖ Wien.

## Sonstige Funktionen und Mitgliedschaften

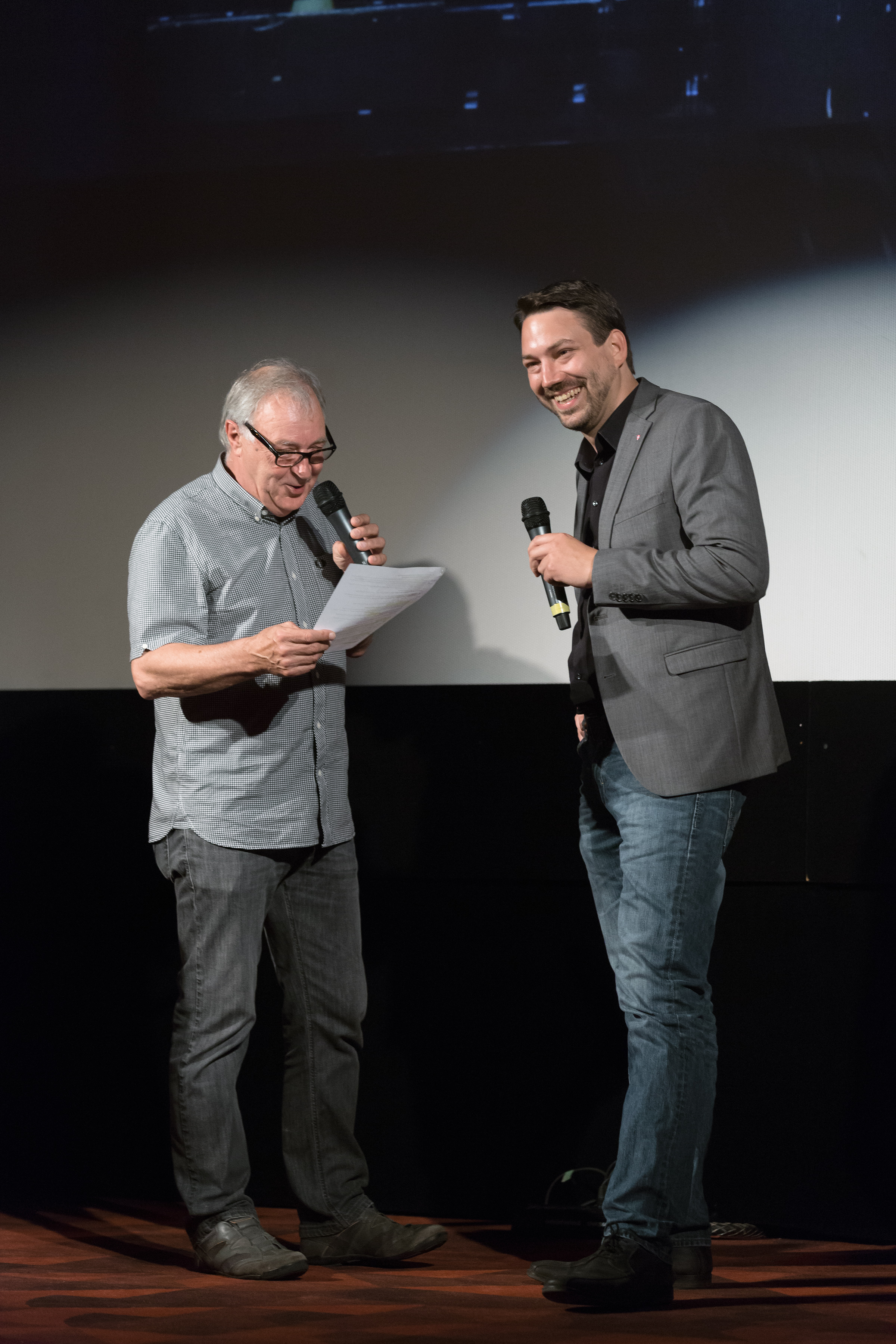
Stuart Freeman mit Jörg Neumayer beim Kurzfilmfestival Vienna Shorts 2016

Neben seiner politischen Tätigkeit ist Neumayer ehrenamtlicher Vorsitzender des Wiener Bildungsservers und ehrenamtliches Vorstandsmitglied beim fjum – Forum Journalismus und Medien.

## Weitere Informationen, politische Schwerpunkte, Projekte
- Schwerpunkte als Medienpolitischer Sprecher und in den Bereichen Netzpolitik und Digitalisierung
- Verantwortlicher für das Wien Museum NEU, Darstellende Kunst und Literatur, sowie Digitaler Humanismus
- Initiator „Games in Wien“, u. a.